# Sopa d'aleta de tauró
La sopa d'aleta de tauró (xinès tradicional: 魚翅; xinès simplificat: 鱼翅, jyutping: jyu4 ci3; mandarí: (Pinyin) Yú Chì / (Wade-Giles) Yü Ch'ih4) és una sopa considerada com una delícia xinesa, servida generalment a les celebracions festives del país, així com en ocasions especials com ara casaments i banquets com a símbol de salut i prestigi.

## Característiques
L'autèntica sopa d'aleta de tauró s'elabora amb les aletes de tauró. Les aletes es renten abans de ser preparades, se'ls treu la pell i seguidament se les asseca. Se les sol rentar anteriorment amb peròxid d'hidrogen per fer que la seva aparença i el seu color siguin més atractius. Les aletes de tauró són les parts més cartilaginoses, i poden ser tant les aletes pectorals com les dorsals. Les aletes es comercialitzen de dues formes: seques o congelades. Ambdues han de ser remullades abans de ser part de la sopa. La versió congelada està gairebé preparada per ser utilitzada i només requereix una hora prèvia de remull. Existeixen dues menes de formes seques: en tires o en peces senceres que requereixen una major preparació. Les aletes de tauró en si són insípides i de contingut nutritiu pràcticament nul. Es valoren més per la seva textura que pel seu sabor.